# Karol Petroš
Karol Petroš, dit Kajsa (né le 4 août 1931 à Vratimov en Tchécoslovaquie - mort en janvier 2013), est un joueur de football tchécoslovaque (tchèque).
Il est surtout connu pour avoir terminé meilleur buteur du championnat de Tchécoslovaquie lors de la saison 1963 avec 19 buts.